# Джеймс Маккарті
Джеймс Маккарті (англ. James McCarthy; нар. 12 листопада 1990, Глазго, Шотландія) — ірландський футболіст шотландського походження, півзахисник «Селтіка» та національної збірної Ірландії.

## Клубна кар'єра
У дорослому футболі дебютував 2006 року виступами за команду шотландського клубу «Гамільтон Академікал», в якій провів три сезони, взявши участь у 96 матчах чемпіонату. Більшість часу, проведеного у складі «Гамільтон Академікал», був основним гравцем команди.
До складу клубу англійського «Віган Атлетік» приєднався 2009 року. За чотири сезони встиг відіграти за клуб з Вігана 120 матч в національному чемпіонаті.
2 вересня 2013 року за 13 млн. фунтів перейшов до «Евертона».
2019 приєднався до складу «Крістал Пелес».

## Виступи за збірні
Протягом 2008–2011 років залучався до складу молодіжної збірної Ірландії. На молодіжному рівні зіграв у 7 офіційних матчах.
2010 року дебютував в офіційних матчах у складі національної збірної Ірландії. Наразі провів у формі головної команди країни 43 матчі.

## Досягнення
- Володар Кубка Англії з футболу (1):

«Віган Атлетік»: 2012-13
- Володар Кубка шотландської ліги (2):

«Селтік»: 2021-22, 2022-23
- Чемпіон Шотландії (2):

«Селтік»: 2021-22, 2022-23
- Володар Кубка Шотландії (1):

«Селтік»: 2022-23